# Elektronikus előtét
Az elektronikus előtét (vagy más néven elektronikus ballaszt) az elektromos gázkisüléssel üzemelő fényforrások indítási és üzemi feltételeit biztosító elektromos alkatrész, melyet logikailag a fényforrások elé, fizikailag pedig a lámpatestbe, vagy azzal egy elektromosan összekötött külön készülékházba építenek be, de előfordul a fényforrás foglalatába épített módon is (lásd az 1. képsor képeit). Feladatuk, hogy szabályozzák az indító feszültséget és az üzemi áramot.
|                                                                                            |  |  |
| 1. képsor: Elektronikus előtét a lámpatestben, külön készülékházban és a foglalatba építve |  |  |

Szerkezetileg diódákból, kondenzátorokból, tekercsekből, transzformátorokból, tranzisztorokból épül fel, amelyeket a gyártás során panelba ültetnek és a végén szigetelésként műanyag, vagy villamos szigetelőanyaggal bélelt fém tokozatba helyeznek. Lásd lentebb a 2. képsort.
A szerkezeti elemeket úgy kapcsolják össze, hogy abból egy kapcsolóüzemű tápegység jöjjön létre. Az elektronikus előtét tehát olyan kapcsolóüzemű tápegység, amit a gázkisüléssel üzemelő fényforrások működtetésére használunk.

## Fizikai megjelenésük
A belső, foglalatba ültetett elektronikus előtétek formái és méretei alkalmazkodnak a fényforrás külső paramétereihez. Általában kis hely áll csak rendelkezésre, nincs általános méretezési és alakisági szempont, amelyet minden gyártó követ.
A külső elektronikus előtétek viszont mind téglalap alakúak és kategórián belül (széles, illetve keskeny kivitel) az egyes előtétek méretei, csavarfogatási pontjai egyezményesek, vagyis az egyik gyártó elektronikus előtétjét átalakítás nélkül be lehet szerelni egy másik márkájú előtét helyére.
A szélesebb előtétek a külön készülékházzal szerelt lámpatestekre jellemzőek, általában műanyag tokozásúak és kompakt fénycsöves, vagy nagynyomású kisülőlámpákat működtetnek. A keskeny kivitel ezzel szemben általában fém tokozású és hagyományos fénycsöves lámpatestekben használják őket.
|                                                                            |  |
|                                                                            |  |
| 2. képsor: Széles és keskeny kivitelű elektronikus előtétek kívül és belül |  |

Az elektronikus előtét fényforrástól való különválasztása, ill. nem különválasztása gazdaságossági-kényelmi megfontolásokat tükröz. Amíg a gázkisüléssel üzemelő fényforrások elérik életciklusuk végét, a külön szerelt elektronikus előtét panelra ültetett alkatrészei nem használódnak el ugyanolyan mértékben. Egyazon lámpatestbe szerelt elektronikus előtét többszörösen meghaladja az általa működtetett fényforrások élettartamát. Ebből adódóan gazdaságosabb külön választani a fényforrást az azt indító és működtető előtéttől, hiszen a fényforrás cseréjénél így nem dobjuk el az értékes félvezetőket és elektronikus alkatrészeket.
A lakossági felhasználóknak szánt fényforrásokban és foglalattípusoknál (pl. E14-es, vagy E27-es foglalat) sokkal gyakoribb az integrált előtétes megoldás. Ha a lámpatest nem világít, azt bárki szakértelem nélkül helyreállíthatja anélkül, hogy vizsgálnia kellene, hogy a fényforrás melyik része ment tönkre.

## Helye az energiaforrások rendszerében
Az elektronikus előtét egy összetett elektromos szerkezet, mely magában foglalja legalább három jellegzetes energiaforrás sajátosságait.
- Az egyik ilyen energiaforrás a konverter. Az elektronikában konverternek hívjuk azokat az energiaforrásokat, melyek váltakozó feszültségből egyenirányított feszültséget hoznak létre. Az elektronikus előtét ezt a működésének a legelső fázisában megteszi, tehát konverter.
- A másik energiaforrás az inverter, ami egyenáramból csinál újra váltakozó áramot. Az elektronikus előtét ezt is megteszi, tehát lényegében inverterként is működik.
- Az olyan elektromos berendezéseket, amik pedig mind a kettőt véghezviszik, és ehhez magas kapcsolási számú félvezetőket használnak, kapcsolóüzemű tápegységeknek nevezzük. Lényegében az elektronikus előtét mind a kettőt véghezviszi, pontosan ilyen alkatrészekkel, tehát egy kapcsolóüzemű tápegység.[1]

Más kapcsolóüzemű tápegységektől abban különbözik, hogy kimeneti oldalára a feszültséget nem egyenirányítják újra (mint például a mobiltelefon, laptop és különböző elektronikus eszközök töltőinél, hiszen a fénycsövek és kompakt fénycsövek működéséhez váltakozó feszültségre van szükség), illetve hogy a kimeneti feszültségszintje a fényforrások begyújtásához és üzemeltetéséhez szükséges szintre van optimalizálva (más tápegységnek más szintre, mindig arra, amekkorára az eszköznek szüksége van).

## Szerkezeti felépítése és működése
Az elektronikus előtéteket fénycsövek, kompakt fénycsövek és a nagynyomású kisülőlámpák indítására és üzemeltetésére használjuk. Ahhoz hogy a gáztöltésű fényforrások elindulni és folyamatosan világítani tudjanak, több különböző feszültségszintet kell alkalmaznunk. Az elektromos alkatrészek közül egy van csak összesen, amivel feszültségszintet lehet változtatni, ez a transzformátor. Az elektronikus előtétnek ez a legmeghatározóbb alkatrésze, mert a kiválasztott transzformátor típusa meghatározza, hogy milyen más alkatrészeket kell hozzá választanunk, hogy az egész szerkezet működőképes legyen.
Az elektronikus előtét egy speciális transzformátort tartalmaz.
Ismeretes, hogy minél magasabb a váltakozó feszültség frekvenciája, annál kisebb vasmag és réztekercselés szükséges a feszültség átváltásához. Vagyis csökkenteni lehet egy adott feladatra szánt transzformátor anyagköltségeit, ha a váltakozó feszültség frekvenciáját megnöveljük. A nagy frekvenciájú váltakozó feszültség transzformálására alkalmas transzformátorokat porkohászati úton állítják elő, és ferrit vasmagos transzformátoroknak nevezzük őket.
A gyártók ezt a gazdaságosabb transzformátort alkalmazzák, ebből pedig egy sor más alkatrész szükségessége is meghatározódik, úgy mint az egyenirányító és a teljesítményoszcillátor. Utóbbira azért van szükség, mert ez alakítja át a hálózat stabil 50Hz-es frekvenciájú feszültségét 20000Hz-es, vagy ennél is magasabb frekvenciájú feszültséggé. Ahhoz hogy a frekvenciát megnöveljük, ahhoz először a váltakozó feszültséget egyenfeszültséggé kell alakítsuk, ehhez építenek be egyenirányítót, majd ezt egy teljesítményoszcillátor szaggatja meg a kívánt frekvenciával (ezt tekintjük ezek után váltakozó feszültségnek). Ugyanakkor az egyenfeszültség nem csak a magasabb frekvenciájú feszültség kialakításához kell, hanem maga a teljesítményoszcillátor is egyenáramot igényel a saját maga működéséhez.
A transzformátor utáni szakaszon áramkorlátozó tekercset építenek be. Ez gátolja meg, hogy a fénycsőben folyó áram minden határon túlnőjön (hiszen a fénycső belsejében gyakorlatilag korlátozás nélküli elektronmozgás van, az ellenállás nélküli áramkör pedig zárlatnak minősül). A tekercs áramkorlátozó hatása annál nagyobb, minél nagyobb a váltakozó áram frekvenciája. Mivel ez pedig a hálózati 50Hz-nél jóval magasabbra van beállítva, sokkal kisebb méretű tekercs is elegendő, vagyis újra jelentős anyagmegtakarítás érhető el.
A tekercseket, és így magukat az előtéteket is a fénycsövek szabványos teljesítményeihez gyártják és igazítják, hogy akkora legyen az áramkorlátozás, amekkorára az adott teljesítményű fénycsőnek szüksége van. És mivel az előtét belső alkatrészeit és a fénycső teljesítményét egymáshoz illesztik, úgy is kell előtétet választani, hogy az illeszkedjen a fényforrás teljesítményéhez. Ellenkező esetben az előtét vagy nem tudja működtetni a nálánál magasabb teljesítményű fénycsövet (begyújtás utáni néhány percen belül kialszik), vagy a vártnál gyorsabban elhasználja a nálánál kisebb teljesítményű fényforrást, hiszen magasabb áramot járat azon a fénycsövön, amit kisebb terhelésre terveztek.
Ezen kívül pedig van még benne vezérlő, ami a feszültségek váltakoztatásáért (hogy a gyújtási, vagy üzemi legyen a jelen) felel. Ezt egy mikrokontroller végzi. 

## Üzemi jellemzői
Számos pozitív jellemzőt lehet említeni a korábbi, első generációs, ún. vasmagos előtétekkel szemben:  
- A nagyfrekvenciás üzemelésnek köszönhetően a fényáram 10%-kal nő. Ezt az előnyt úgy hasznosítják, hogy a fénycső fényáramát a névleges értéken tartva a bevezetett teljesítményt csökkentik 10%-kal. Így lehetséges, hogy egy 36 W-os fénycső felvett teljesítménye elektronikus előtéttel együtt 35 W
- Nem szükséges a fázistényező javítása, a teljesítménytényező 0,95 körüli
- Az előtétveszteség jóval kisebb, mint a korábbi generációs előtéteken, és a termelt hő kisebb
- Egyetlen gyújtóimpulzussal gyújt, ezt pontosan méretezett elektród előfűtés előzi meg, a lágyabb indítás kíméli a fénycsövet, növeli az élettartamot
- Bekapcsoláskor nem lép fel kellemetlen villogás
- Az elektronikus előtét mindegy hogy egyen vagy váltakozó áramot kap, hiszen működésének első lépésében az áramot egyenirányítja, következésképp mindkettő áramfajtával egyaránt üzemel
- Az előtét mérete és súlya sokkal kisebb, mint a hagyományos előtéteké
- A gyújtás hidegben (-20 °C fokon) is biztonságosan bekövetkezik
- A táphálózat káros tranzienseit kiszűri, túlfeszültség esetén védelmet jelent a fénycsőnek és saját áramköreinek is
- Nincs rezonáló előtétzúgás, a működés zajtalan
- Speciális kivitelű előtéttel a fénycső fényárama nagymértékben szabályozható (dimmelhető)[6]

## A meghibásodás főbb formái
Mivel az elektronikus előtétek összetett elektromos szerkezetek, ezért attól függően hogy milyen részük roncsolódik, a meghibásodás eltérő jeleit mutathatják:
- bizonyos előtétek a felkapcsolás és begyújtás után nem tudják biztosítani az üzemi feszültséget , ezért a fényforrás egy bizonyos idő után kialszik. A begyújtás és lekapcsolás között eltelt idő általában 3 másodperc és  1 perc közötti. A fényforrás a lekapcsolás után nem kapcsol vissza, csak ha a feszültséget elvesszük és újra visszaadjuk
- vannak olyan meghibásodások, melynek során a fényforrás egy bizonyos idő eltelte után kialszik, de annak ellenére, hogy a feszültség nem tűnt el, az elektronikus előtét bizonyos idő elteltével újra begyújtja, aztán meghatározott idő múlva a fényforrás újra kialszik. Ez a hiba nehezebben kiszűrhető, mert akár fél órát-egy órát is üzemelhetnek a fényforrások a be-, vagy újragyújtás után és ugyanennyi idő eltelhet a kikapcsolt állapotában
- bizonyos esetekben az előtét úgy hibásodik meg, hogy az a fényforrás vibrálását okozza. Ennek során lekapcsolás nem történik, újraindítás sem, de a használattal együtt járó melegedéssel megjelenik a vibrálás, mely csak a lekapcsolás utáni kihűléssel szűnik meg
- vannak olyan meghibásodások, amelyek során az üzemi feszültséget szabályozó rész úgy megy tönkre, hogy magasabb feszültségszinten járatja a fényforrásokat, mint amikre azokat tervezték. Ennek hatására példaként a másfél vagy két éves üzemidőre tervezett fényforrásfajták is napokon, heteken, vagy hónapokon belül elhasználódnak.
- végül a legegyértelműbb meghibásodás, amikor már a fényforrásokat az előtét begyújtani sem tudja, mert az indításért felelős rész megy tönkre. Ennek is két válfaja van: amikor még feszültséget ad ki magából az előtét és ez mérhető a foglalatoknál, de nem elegendő az indításhoz, a másik fajtája pedig amikor már feszültség kiadására is képtelen

Jól látható, hogy az elektronikus előtétek hibái sokfélék lehetnek. Ahhoz, hogy az elektronikus előtétetek állapotát ellenőrizni lehessen, a fényforrásokat célszerű beszereléskor dátummal ellátni. Az egyes fényforrástípusok átlagos élettartamát ismerve, és a berakás-kihullás idejét összevetve kikövetkeztethető, hogy az elektronikus előtét, vagy a fényforrás hibája okozta e a lámpatest újra-szerelési igényét. Ha a fényforrás nem érte el az átlagos élettartamot, sőt meg se közelítette azt, akkor joggal gondolhatjuk, hogy az elektronikus előtét okozhatja a hibát.
Méréssel a meghibásodás nehezen kimutatható. Ennek egyik oka a design, mivel a lámpatesteket nem úgy gyártják, hogy azokon mérési pontok legyenek, vagyis alaposan meg kell bontani, hogy azokra rá tudjunk csatlakozni. Másfelől az indítási és üzemi feszültség oly gyorsan változhat, hogy azt csak speciális mérőműszer tudja lekövetni. A mérés helyett a fényforrások megírása sokkal könnyebb és ugyanolyan jó következtetések levonására ad lehetőséget.

## Várható jövőjük
Egy Európai Uniós szabályozás 2023-tól több lépcsőben kivezeti a fénycsövek és kompakt fénycsövek forgalmazását az európai piacról, ami egyértelműen maga után vonja az elektronikus előtétek piaci részesedésének csökkenését is, de a teljes kivonásig és a készleten lévő fényforrások elhasználása miatt várhatóan még évekig találkozhatunk velük a gyakorlatban. 